# Zygmunt Herembeszta
Zygmunt Herembeszta (ur. 9 lutego 1934 w Przemyślu, zm. 10 grudnia 2002) – polski kompozytor, rektor Akademii Muzycznej im. Karola Lipińskiego we Wrocławiu (1984-1987).

## Życiorys
W 1952 ukończył w Przemyślu liceum ogólnokształcące, w 1957 studia muzyczne na Wydziale Pedagogicznym Państwowej Wyższej Szkoły Muzycznej we Wrocławiu. W latach 1957–1958 pracował w Państwowym Ognisku Muzycznym w Przeworsku, w latach 1958-1962 w Państwowej Wyższej Szkole Muzycznej w Przemyślu.
Po podjęciu pracy zawodowej studiował równocześnie kompozycję w Państwowej Wyższej Szkole Muzycznej w Krakowie w klasie Stanisława Wiechowicza. Od 1962 mieszkał ponownie we Wrocławiu, był nauczycielem w Państwowej Średniej Szkole Muzycznej (1962-1966). Od 1966 do 1968 pracował w Państwowym Liceum Muzycznym we Wrocławiu, od 1966 w PWSM we Wrocławiu, gdzie w 1967 uzyskał dyplom z kompozycji, w klasie Stefana Bolesława Poradowskiego.
Na PWSM (od 1981 Akademii Muzycznej im. Karola Lipińskiego we Wrocławiu) wykładał kompozycję, harmonię, kontrapunkt i instrumentację. W 1978 uzyskał stopień docenta, w latach 1981-1984 był dziekanem Wydziału Kompozycji, Dyrygentury i Teorii Muzyki. W latach 1984–1987 był rektorem AM. W ostatnich latach życia kierował Zakładem Teorii Muzyki w Instytucie Kultury i Sztuki Muzycznej Uniwersytetu Zielonogórskiego.
Był autorem utworów: Do Safony (1964) na sopran i zespół kameralny, Sinfonietta (1965) na orkiestrę smyczkową, I symfonia (1967), Toccata (1968) na orkiestrę symfoniczną, Wersje (1969) na orkiestrę symfoniczną, Varianti b-a-c-h (1972) na orkiestrę symfoniczną, Fluktuacje (1974) na orkiestrę symfoniczną, II symfonia, Tryptyk ludowy na trąbkę, róg i puzon, Kwartet smyczkowy, Anioł Pański na chór, solistę i orkiestrę symfoniczną.
W latach 1979–1983 był skarbnikiem, w latach 1983-1986 przewodniczącym Oddziału Wrocławskiego Związku Kompozytorów Polskich.
W 1978 został odznaczony Złotym Krzyżem Zasługi, w 1981 Medalem Komisji Edukacji Narodowej.